# Helmut Pampuch
Helmut Pampuch (30 janvier 1940 – 20 mars 2008) est un chanteur d'opéra allemand dans le registre de ténor.

## Biographie
Natif de Haute-Silésie, fit partie, de 1973 à 2005 de la troupe de l'Opéra allemand sur le Rhin de Düsseldorf. Il y chanta de nombreux rôles de ténor d'opéra bouffe, par exemple le Dr Blind dans La Chauve-Souris de Johann Strauss.
Sa prestation la plus fameuse est celle de Mime, dans le Ring du centenaire de Boulez et Chéreau au Festival de Bayreuth, qu'il chanta de 1978 à 1980.
Il est mort d'un cancer en 2008 à l'âge de 68 ans.